# Instituut voor Plantenziektenkundig Onderzoek
Het Instituut voor Plantenziektenkundig Onderzoek (IPO) was een  Nederlands instituut waarbinnen onderzoek werd verricht aan ziekten en aandoeningen van planten. 
Het instituut is in 1949 ontstaan om het Nederlands onderzoek op dit gebied te bundelen en was gevestigd te Wageningen. Als directeur is bij de oprichting Johan Gerard ten Houten benoemd, die deze functie 25 jaar vervulde.
In 1997 vond een fusie plaats waarbij het IPO opging in het instituut Plant Research International (PRI) waarbij ook twee andere instituten van de Dienst Landbouwkundig Onderzoek (DLO) werden ondergebracht, het Instituut voor Agrobiologisch en Bodemvruchtbaarheidsonderzoek en het Centrum voor Plantenveredeling en Reproductieonderzoek. PRI  ging deel uitmaken van het Wageningen University and Research Center (WUR).